# Браун, Джордан
Джо́рдан Бра́ун (англ. Jordan Brown, род. 9 октября 1987 года) — североирландский профессиональный игрок в снукер.
Джордан Браун трижды выигрывал чемпионат всей Ирландии среди игроков до 21 года. Впервые попал в мэйн-тур в 2009 году после того, как занял первое место в рейтинге Северной Ирландии и защитил свой титул в национальном чемпионате (в 2008 он также был победителем этого турнира). Лучшим достижением Брауна в сезоне 2009/10 до сих пор остаётся второй раунд квалификации на чемпионат Великобритании и Welsh Open. Проигрыш в первом раунде квалификации к чемпионату мира 2010 не дал Брауну возможности закрепиться в мэйн-туре, в который он вернулся через Q School только в мае 2018 года.
Джордан Браун — друг и спарринг-партнёр другого североирландского снукериста, Марка Аллена.
В феврале 2021 года Браун, занимая 81-ю позицию мирового рейтинга, сенсационно выиграл свой первый турнир — Welsh Open, обыграв последовательно Луо Хонгхау (4:0), Сэма Крейги (4:3), Александра Урсенбахера (4:3), Марка Кинга (4:3),  Марка Селби (5:4), Стивена Магуайра (6:1) и в финале — Ронни О’Салливана (9:8).